# Georg Joachim Rheticus

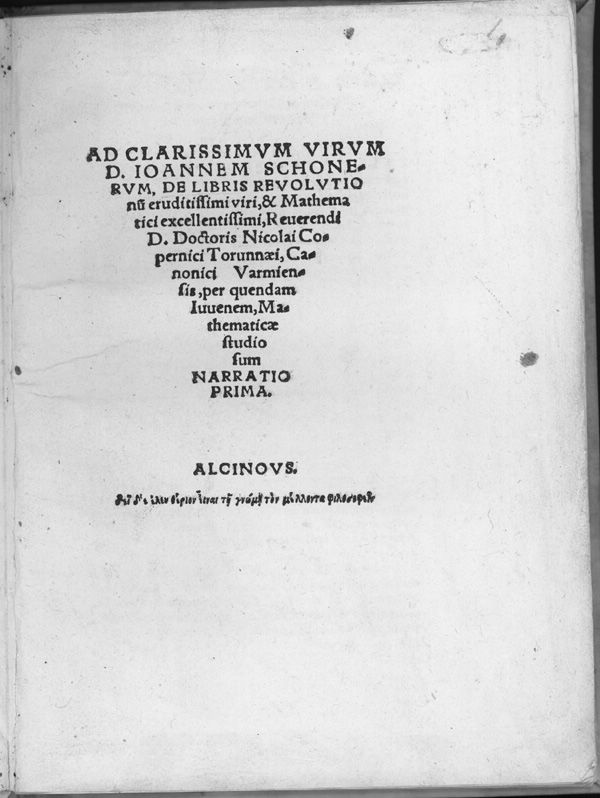
Copertina della Narratio prima di Retico

Georg Joachim Rheticus o Retico (Feldkirch, 16 febbraio 1514 – Košice, 4 dicembre 1574) è stato un matematico e astronomo austriaco.

## Biografia
Nacque da Georg Jserin e Tommasina de Porris, italiana. Suo padre, un medico accusato di stregoneria e di appropriazione di beni dei propri clienti, nel 1528 venne giustiziato e la sua famiglia dovette abbandonare il suo cognome. Egli assunse il cognome della madre traducendo de Porris nell'equivalente tedesco Von Lauchen (Lauch in lingua tedesca significa appunto porro).    
Si laureò Magister artium a 22 anni all'Università di Wittenberg
e il successivo anno 1536 vi ottenne una cattedra di astronomia e matematica, durante lo scatenarsi della Riforma protestante, grazie all'apporto e la fiducia di Filippo Melantone. Tra i 22 ed i 24 anni viaggiò per l'intera Europa ed ebbe modo di conoscere alcuni dei più importanti scienziati dell'epoca, come il matematico ed astronomo Johannes Schöner e l'astronomo ed astrologo Johannes Stöffler.
Recatosi nel 1539 a Frombork, sul mar Baltico, per conoscere di persona Niccolò Copernico, vi restò due anni per studiare approfonditamente la teoria eliocentrica. Scrisse allora l'opera De libris revolutionum Copernici narratio prima, stampata anonima a Danzica nel 1540 e ristampata a Basilea l'anno successivo con l'indicazione dell'autore. Quest'opera fu la prima esposizione a stampa delle idee copernicane di cui circolava, però, da alcuni decenni una breve esposizione manoscritta il Commentariolus. Nel 1542, inoltre, curò la prima pubblicazione del De lateribus et angulis triangulorum ("Sui lati e gli angoli dei triangoli"); un lavoro di Copernico che l'anno successivo fu inserito nel suo De revolutionibus. Nel maggio, inoltre si recò a Norimberga per curare la stampa dell'opera di Copernico, ma dopo pochi mesi dovette partire per Lipsia, dove aveva ottenuto un incarico di insegnamento universitario.
Il sostegno di Rheticus fu probabilmente indispensabile per indurre Copernico a completare e a pubblicare finalmente i suoi studi.
Restò a Lipsia per circa dieci anni, coltivando i propri studi sui triangoli, che sono all'origine della trigonometria. Pubblicò allora un'opera che doveva servire da introduzione alla pubblicazione delle tavole trigonometriche, ma dovette fuggire nel 1552 dopo essere stato condannato per aver ubriacato e sodomizzato un ragazzo.
Negli anni successivi si recò in Varmia, nel nord-est della Polonia, a Cracovia, dove insegnò, e infine a Košice, dove morì. Qui lo aveva raggiunto Valentinus Otho, che nei due decenni successivi alla morte di Retico completò il calcolo delle tavole e le pubblicò nel 1596 col titolo Opus palatinum de triangulis. Erano 1500 pagine contenenti i risultati del calcolo manuale di oltre 100.000 funzioni trigonometriche. Esse restarono in uso fino all'inizio del secolo XX.

## Opere
- Narratio prima de libris revolutionum Copernici (1540)
- Tabula chorographica auff Preussen und etliche umbliegende lender (1541)
- De lateribus et angulis triangulorum (con Copernicus; 1542)
- Ephemerides novae (1550)
- Canon doctrinae triangulorum (1551)
- Epistolae de Terrae Motu (pubblicata postuma e anonima nel 1651)